# Computernummer
Een computernummer is een door de Deutsche Bundesbahn, de naoorlogse Oost-Duitse Deutsche Reichsbahn en de Österreichische Bundesbahnen voor locomotieven en treinstellen  gebruikt nummer dat gemakkelijk opgeslagen kan worden in een centrale computer. Het werd in 1968 ingevoerd. Voor locomotieven bestaat het uit een serienummer van zes cijfers. Het zevende cijfer staat achter de streep en is het controlecijfer.
Het omnummeren kon en kan zeer gemakkelijk voor verwarring en fouten zorgen.

## West-Duitsland
Stoomlocomotieven kregen een 0 voor hun serienummer, elektrische locomotieven een 1, diesellocomotieven een 2. Voortaan werd in de nummering ook onderscheid gemaakt tussen oliegestookte en kolengestookte locs van dezelfde serie. Loc 01 150 werd 001 150, loc 01 1075 (olie) werd 012 075, loc 01 1056 (kolen) werd 011 056. Locs die al een zescijferig nummer hadden, moesten een ander volgnummer krijgen. Zo werd loc 38 2383 vernummerd in 038 382 Het oude nummer bleef hierbij niet altijd herkenbaar, want er mochten natuurlijk niet twee locs hetzelfde nummer krijgen. De grote serie 50 werd verdeeld over de series van 050 tot en met 053. Ook bij andere locs vonden dit soort aanpassingen plaats; zo werden de varianten van de diesellocs V200 verdeeld over de series 220 en 221.
Sommige series waren in 1968 al geheel afgevoerd, zoals Baureihe 52 en Baureihe 42. Ongelukkigerwijs  werden deze nummers door de Deutsche Bundesbahn opnieuw gebruikt. Zo is locomotief DB BR 042 105-7 een oliegestookte stoomlocomotief (DB BR 41 105 Öl). De door slechte loopeigenschappen beruchte oorlogserie Baureihe 42 van de Deutsche Reichsbahn was in 1968 al geheel afgevoerd, dus kwam het nummer 42 weer vrij. De kolengestookte versies kregen het nummer BR 41 met Kohle aan het eind. Na 1968 werden de kolengestookte locs ingedeeld als Baureihe 041.
Het controlenummer wordt berekend door de cijfers van het serienummer afzonderlijk met afwisselend 1 of 2 te vermenigvuldigen. Is het resultaat groter dan 9 dan worden de beide cijfers van het resultaat bij elkaar opgeteld. Vervolgens worden alle uitkomsten bij elkaar opgeteld en van het eerstvolgende tiental afgetrokken.

### Oost-Duitsland

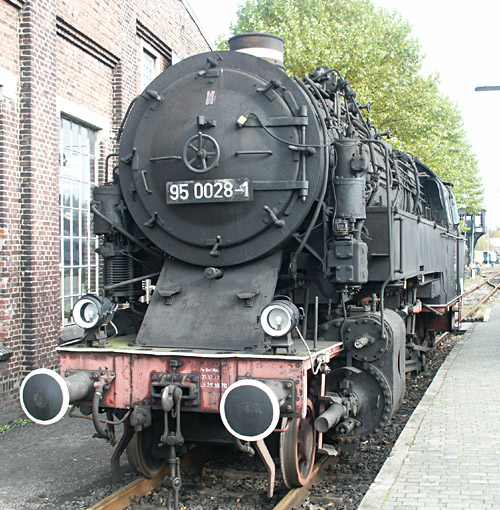
Loc 95 0028, met controlecijfer 1
(Bochum-Dahlhausen, 2002)

De Oost-Duitse spoorwegen (Deutsche Reichsbahn, DR) gingen in 1970 ook over op computernummers, maar men kopieerde niet het systeem van de westerse tegenhanger. Bij stoomlocomotieven werd een 0 gezet voor het loc-volgnummer (dus 95 028 werd 95 0028). Diesellocomotieven kregen een driecijferig serienummer dat met een 1 begon, elektrische locomotieven een driecijferig serienummer dat met een 2 begon. Om deze reden moesten stoomlocs waarvan het serienummer met een 1 of een 2 begon een ander serienummer krijgen; bijvoorbeeld serie 18 werd serie 02.
Toen na de Duitse hereniging in 1990 de twee spoorwegmaatschappijen werden samengevoegd, zijn de Oost-Duitse locs opnieuw hernummerd, nu volgens de principes van de Deutsche Bundesbahn. Bij de stoomlocomotieven kreeg de bedrijfsvaardige loc BR 52 8134 symbolisch nog het niet geheel correcte nummer 052 134-4, maar deze loc werd na een laatste afscheidsrit snel afgevoerd.

## Oostenrijk
Het systeem van de Deutsche Bundesbahn wordt ook door de Österreichische Bundesbahnen (ÖBB) toegepast, maar bij de ÖBB wordt het serienummer niet met 1212121 vermenigvuldigd, maar met 2121212.

## Rijtuigen
Europese rijtuigen hebben een 11-cijferig nummer, dat voor het controlecijfer wordt vermenigvuldigd met de reeks 21212121212.